# 40 Mill
40 Mill è un singolo del rapper statunitense Tyga, pubblicato il 14 ottobre 2014 su etichetta Young Money Entertainment.

## Tracce
1. 40 Mill – 3:05